# Děti země
Děti země je románový cyklus s prvky fantasy spisovatelky Jean M. Auelové, který je popisem života prehistorické společnosti na území Evropy v době ledové přibližně před 35 000 až 25 000 lety. Vypovídá životní příběh dívky Ajly, která patří ke kromaňonské civilizaci. Jsou zde popisovány její kontakty s neandertálskou civilizací. Spisovatelka popisuje tehdejší reálie (zbraně, živočichy, život v jeskyních, kontakt s Denisovany), ale pracuje též s fantasy prvky (Neandrtálci mají v knize po narození paměť svých předků, jejich šamani umí kouzlit, předpovídat budoucnost atp.).

## Cyklus knih Děti země
Cyklus se zatím skládá z šesti částí, vyšlo zatím prvních pět dílů. V češtině je vydává Knižní klub.

### Klan velkého medvěda
Kniha Klan velkého medvěda (anglicky The Clan of the Cave Bear) vyšla v roce 1980, v češtině pak jako dvousvazkové vydání v roce 1993. Kniha byla zfilmována v roce 1986 (The Clan of the Cave Bear, český název je pozměněn na Ayla z kmene medvědů). Malá pětiletá kromaňonská dívenka Alja žijící na území dnešního poloostrova Krym ztratí rodiče a ujme se jí neandrtálská tlupa. Vychová ji léčitelka Iza a mog-ur (šaman) Kreb. Na konci knihy ji nový náčelník Broud vyžene z tlupy.

### Údolí plavých koní
Kniha Údolí plavých koní (anglicky The Valley of Horses) vyšla v roce 1982, v češtině pak v roce 1994. Alja najde v severské tundře malebné údolí, kde nejprve vychová malé hříbě Víhu a pak malého lva Drobka. Třetí rok zachrání Zeladonce Jondalara před svým dospělým lvem Drobkem a během jeho léčení se do něj zamiluje.

### U lovců mamutů
Kniha U lovců mamutů (anglicky The Mammoth Hunters) vyšla v roce 1985, v češtině pak v roce 1995. Alja s Jondalarem žijí u Mamutonů v táboře Lva, kteří Alju, která nemá nikoho, přijmou mezi sebe. Vzájemný vztah Aljy a Jondalara prochází krizí, ale nakonec se spolu vydají na dalekou cestu do Jondalarova rodiště (na území dnešní Francie).

### Širé pláně
Kniha Širé pláně (anglicky The Plains of Passage) vyšla v roce 1990, v češtině pak v roce 1996. Alja s Jondalarem putují přes téměř celý Evropský kontinent podél Matky řek (Dunaj) a zažívají různá dobrodružství.

### Pod kamennou střechou
Kniha Pod kamennou střechou (anglicky The Shelters of Stone) vyšla v roce 2002, v češtině pak v roce 2003. Alja se zapojuje do společenství velké Deváté jeskyně Zeladonců (vzorem je francouzský vápencový převis Laugerie-Haute), odkud Jondalar pochází. Na závěr se stane pomocnicí První zeladony (duchovní vůdce společenství).

### Země malovaných jeskyní
Šestá závěrečná část Země malovaných jeskyní (anglicky The Land of Painted Caves) byla vydána 29. března 2011. V češtině do roku 2018 kniha zatím nevyšla. Autorka Jean M. Auel se v září 2010 vyjádřila o tom, že v knize je Ajle 25 let a cvičí se, aby se stala duchovním vůdcem Zeladonie, což zahrnuje sérii dramatických putování.